# Keri Hilson
 (octobre 2019).
Si vous disposez d'ouvrages ou d'articles de référence ou si vous connaissez des sites web de qualité traitant du thème abordé ici, merci de compléter l'article en donnant les références utiles à sa vérifiabilité et en les liant à la section « Notes et références ».
Keri Lynn Hilson née le 5 décembre 1982 à Decatur est une chanteuse américaine de R&B et compositrice sous contrat avec la maison de disques Zone 4/Mosley Music Group/Interscope Records. Elle fait partie d'un groupe de compositeurs et producteurs connu sous le nom de The Clutch.

## Biographie

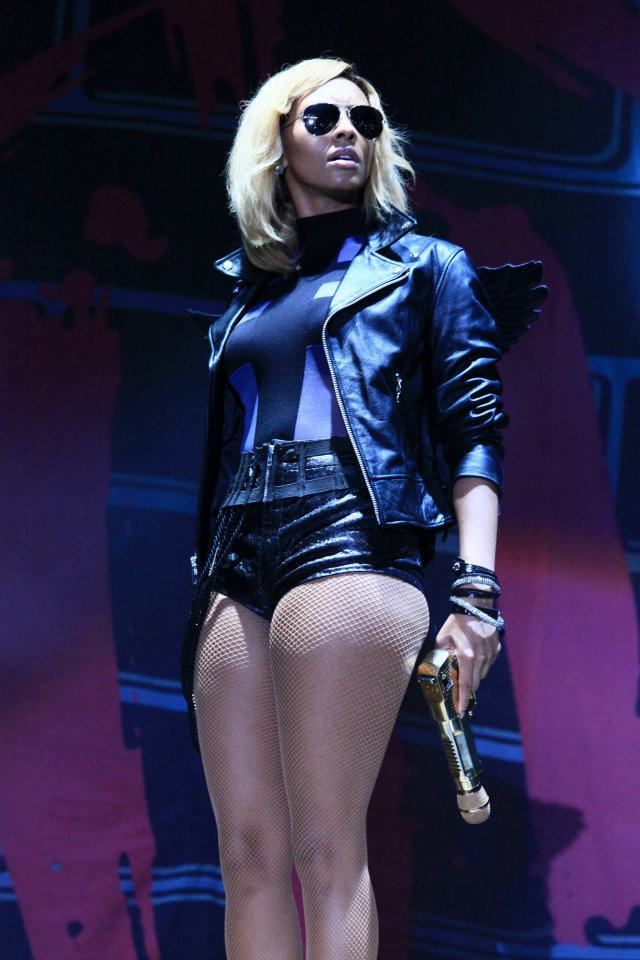
Keri Hilson en Concert à Abidjan (Palais de la Culture de Treichville) le 26 novembre 2011

À partir de 2001, Keri Hilson écrit des chansons pour de nombreux artistes. Elle travaille avec Akon, Britney Spears, Toni Braxton, Chris Brown, Mary J. Blige, Usher, Ne-Yo, Kanye West, Teairra Mari, Ciara, The Pussycat Dolls, Danity Kane
, Avant (en), Ruben Studdard, B5, Diddy, Chingy, LeToya Luckett, Ludacris, Rich Boy, Jennifer Lopez, Shawn Desman, Kelly Rowland, Nicole Scherzinger, Lloyd Banks, Keke Palmer, Omarion, Tiffany Evans, Timbaland, Trey Songz, Ryan Leslie, Lewana, Beyonce etc.
Keri Hilson se fait aussi un nom en tant que chanteuse en exploitant ses talents bien au-delà de l’écriture. En 2004, Keri Hilson participe au clip de Xzibit ; Hey Now (Mean Mugging)  pour son album Weapons of Mass Destruction. À cette période, elle monte sur scène lors des MTV Europe Music Awards de 2004 aux côtés de Xzibit.
En 2006, Keri Hilson réapparaît sur le devant de la scène aux côtés de Nelly Furtado, dans son clip Promiscuous après avoir signé dans le label du producteur Timbaland, Mosley Music Group, qui est en association avec Interscope Records. Ils préparent le lancement de la carrière de la chanteuse/compositrice qui s’est entourée également de Danja, Xzibit, Polow da Don, The Underdogs, Organized Noize, Bangladesh, Tha Cornaboys, Tony Dixon, Eric Dawkins, Ludacris ou encore Justin Timberlake. La même année, elle fait un featuring avec Lloyd Banks sur Help.
En 2007, Keri Hilson fait plusieurs apparitions sur l’album solo de Timbaland Shock Value. Elle est présente en featuring sur les titres The Way I Are, Scream et Miscommunication. Dans des versions internationales, on la retrouve également sur le titre bonus Hello. Elle fait également un featuring avec Rich Boys sur Lost Girls et Good Things. Dans l’album come-back Blackout de Britney Spears, Keri Hilson participe à l’écriture de plusieurs titres dont Gimme More et Break the Ice. Elle est aussi présente en tant que « chanteuse background ».
En 2008, elle travaille à nouveau avec Britney Spears pour l'album Circus et la chanson Kill the Lights. L'album sort le 2 décembre aux États-Unis.
Elle apparaît ensuite dans le clip d'Usher Love In This Club. Keri fait ensuite une apparition dans le clip Party people de Nelly où elle portait un T-shirt avec écrit dessus « Hip Hop ain't Dead » (« le hip-hop n'est pas mort »). Elle est également apparue dans le clip de Ne-Yo Miss Independent et dans le clip de Trey Songz Yo Side Of The Bed.
Keri Hilson collabore avec Justin Timberlake sur une chanson intitulée Headsprung. La chanson fait son entrée dans le Top40 en Bulgarie. Elle collabore ensuite avec Nas pour le single Hero, extrait de l'album Untitled de ce dernier.
Le premier album studio de Keri Hilson, In a Perfect World sort le 24 mars 2009 aux États-Unis. Le premier titre de l’album, Energy, est écrit par Gregorio Santiago, un artiste récent sur Interscope/Geffen dont l’album est également prévu peu de temps après. Le clip de la chanson Energy est réalisé le 14 juillet 2008. Elle chante également avec Sean Paul dans la chanson Hold my hand sortie en 2010.
La chanteuse est une grande amie de Chris Brown, Nicki Minaj et T.I. Elle a chanté America the Beautiful lors de Wrestlemania XXVII le 3 avril 2011 à Atlanta.

## 2015: L.I.A.R

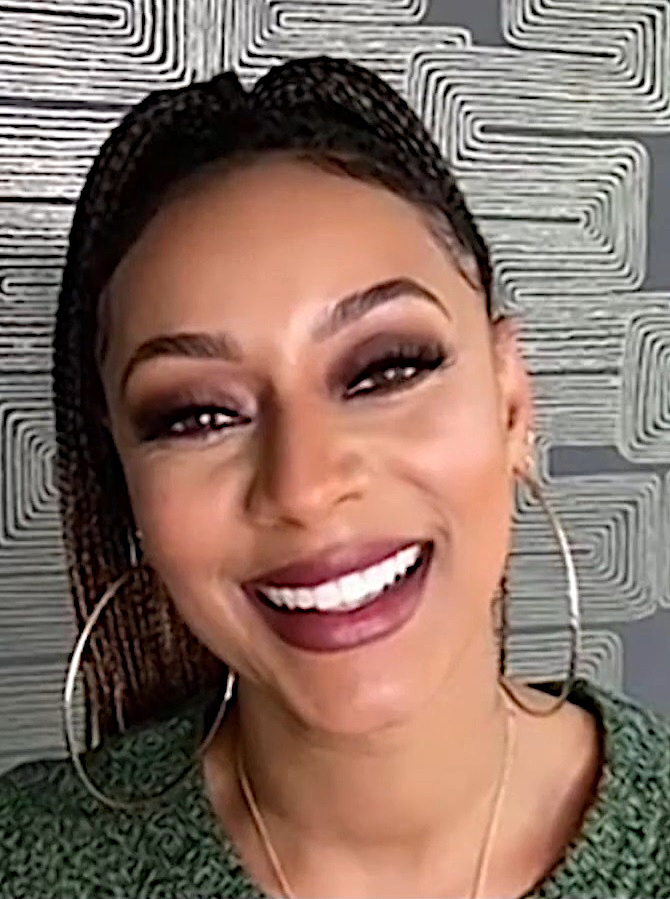
Keri Hilson en 2022

Lors d’une interview sur 106 & Park le 25 octobre 2011, Hilson a révélé qu’elle avait déjà commencé à enregistrer son troisième album studio. Elle a expliqué : "Il y a des gens dans le monde qui ne vont pas comme cet album venant de moi. Pendant que je vivais le monde, il y avait des choses que je vivais aussi sur un front personnel, et dans ma musique ça sort. Il y a quelques personnes qui n’aiment pas écouter cet album. Très émouvant, je dirai ça." Elle a expliqué dans une interview avec The Boombox qu’elle travaille sur un nouveau son pour l’album, et l’a décrit comme un mélange de ses deux premiers albums avec quelques éléments surprenants. Hilson a également dit qu’une date de sortie n’avait pas encore été confirmée, disant "Je viens d’écrire sur mes expériences et garder les dates de sortie loin, loin de moi. Quand je sens que j’ai bon matériel est quand je vais le donner à l’étiquette. Mais je ne suis pas encore tout à fait là. Je travaille encore." Après une pause musicale de cinq ans pour Hilson, il a été annoncé le 14 mars 2016 que l’album serait nommé L.I.A.R., un acronyme pour Love Is a Religion. L.I.A.R. recevra des collaborations de Chris Brown, Danja, Timbaland et Polow Da Don. En Juillet 2017, Hilson a été invité sur le single de la chanteuse zambienne Tiwah Hillz "Beautiful".
Keri Hilson a annoncé qu’elle sortira de la nouvelle musique à l’été 2019, neuf ans après son précédent album. Elle se produit sur Femme It Forward Tour à l’été 2019 aux côtés de Mya, Brandy, Ashanti, Monica et Amerie. En septembre 2019, elle annonce que sa nouvelle sortie musicale a été repoussée et sortira en 2020.

## 2025:We Need To Talk, son troisième album
En mars 2025, l’artiste fait son retour sur la scène musicale avec la sortie du single Bae. Le mois suivant, elle publie son troisième album studio, We Need To Talk, disponible en version digitale et sur les principales plateformes de streaming. À l’occasion de cette nouvelle parution, elle revient publiquement sur les rumeurs de tensions avec Beyoncé. Invitée sur une station de radio américaine, elle affirme avoir été contrainte de sortir le titre Turnin' Me On, une chanson perçue à l’époque comme une critique à l’encontre de sa rivale.

## Controverses
Début 2020, en pleine pandémie de Covid-19, Keri Hilson (comme l’acteur Woody Harrelson et la chanteuse M.I.A) expose sur Twitter sa théorie sur l'origine du virus. Selon elle, celui-ci aurait été  causé par les radiations de la 5G. Ainsi, elle écrit : « On a essayé de nous prévenir depuis des années. Pétitions, organisations, études... nous vivons les effets des radiations. La 5G a été lancée en Chine le 1er novembre 2019. Les gens sont tombés comme des mouches. » puis ajoute : « J'ai aussi un ami qui m'a montré des vidéos sur YouTube sur les effets physiques et humains de la 4G et de la 5G, l'année passée. J'ai fait des recherches moi-même sur le Covid-19... Et après tout ce que j'ai lu, c'est plausible […] Et pour être claire, je veux dire que de nombreuses études et expériences montrent des niveaux dangereusement élevés de radiation électromagnétique (5G) pourraient causer un virus contagieux. Pourquoi pensez-vous que le virus n'est pas aussi prolifique en Afrique ? Le continent n'est pas doté de 5G. Il y a peut-être quelques tours, mais pas autant qu'ailleurs. ». Applaudie par certains internautes (son compte Twitter est suivi par plus de 4 millions de fans), moquée par d'autres, la chanteuse a dû supprimer ses tweets sur conseil de son management.

## Discographie

### Albums
- 2009 : In a Perfect World, sortie le 24 avril 2009 en Belgique/France
- 2010 : No Boys Allowed, sortie le 17 décembre 2010
- L.I.A.R. (2020)
- 2025 : We Need To Talk

### Singles
- 2004 : Hey Now (Mean Muggin) (Xzibit)
- 2006 : Let Me Luv U (Chingy)
- 2006 : Help (Lloyd Banks)
- 2007 : The Way I Are (Timbaland)
- 2007 : Good Things (Rich Boy & Polow Da Don)
- 2007 : Scream (Nicole Scherzinger & Timbaland)
- 2008 : Hero (Nas)
- 2008 : Energy
- 2008 : Mic Check (Akon)
- 2008 : Numba 1 (Tide Is High) (Kardinal Offishall)
- 2008 : SuperHuman (Chris Brown)
- 2009 : Return the Favor (Timbaland)
- 2009 : Turnin me on (Lil Wayne)
- 2009 : Knock you Down (Kanye West & Ne-Yo)
- 2009 : Number One (R. Kelly)
- 2009 : She don't wanna man (Asher Roth)
- 2009 : Everything, Everyday, Everywhere (Fabolous)
- 2009 : Make Love
- 2009 : Slow Dance
- 2009 : Médecine (Plies)
- 2009 : Change Me (Akon)
- 2010 : I Like
- 2010 : Million Dollar Girl (Trina)
- 2010 : Oh Africa (Akon)
- 2010 : Hold My Hand (Sean Paul)
- 2010 : Hold Your Breath (Timbaland)
- 2010 : Got Your Back (T.I.)
- 2010 : Breaking Point
- 2010 : Pretty Girl Rock
- 2011 : The Way You Love me (Rick Ross)
- 2011 : One Night Stand (Chris Brown)
- 2011 : In the Air (Chipmunk)
- 2011 : Energy "remix french" (Fiasko)
- 2011 : Lose Control (Nelly)
- 2025 : Bae

### Participations
- 2003 : Crystal Kay - I'm Not Alone
- 2003 : ATL - The One
- 2003 : Ruben Studdard - Play Our Song
- 2004 : Paula Campbell - Hitlist
- 2004 : Usher - Redlight
- 2005 : B5 - Heartbreak
- 2005 : Chris Brown - Young Love
- 2005 : Ciara - Ooh Babys
- 2005 : LeToya Luckett - What Love Can Do
- 2005 : Ludacris - Pimpin All Over the World
- 2005 : Shawn Desman - Red Haïr
- 2005 : Toni Braxton - Sposed to Bé
- 2006 : 3LW - Feelin' You, Things You Never Hear a Girl Say
- 2006 : Avant - 4 Minutes
- 2006 : Danity Kane - Want It, Right Now
- 2006 : Field Mob - At the Park
- 2006 : Diddy - After Love
- 2006 : Lloyd Banks - Help
- 2006 : Ludacris featuring Mary J. Blige - Runaway Love
- 2006 : Mary J. Blige - Take Me as I Am
- 2006 : Omarion - Ice Box
- 2007 : Britney Spears - Gimme More, Break the Ice, Outta This World, Perfect Lover
- 2007 : Jennifer Lopez - Wrong When Your Gone
- 2007 : Keke Palmer - The Game Song
- 2007 : Pussycat Dolls - Bite the Dust, Wait a Minute
- 2007 : Rich Boy - Lost Girls
- 2007 : Tank - I Love You
- 2007 : Timbaland - Miscommunication, Hello
- 2007 : Timbaland - Morning After Dark, The One I Love
- 2008 : Britney Spears - Kill the Lights
- 2008 : Esko Martinez - Heartbreak, I'mma Do Me
- 2008 : Tiffany Evans - Girl Gone Wilde
- 2010 : Kanye West - See Me Now
- 2011 : Lil Kim - Buy U Music
- 2011 : Lloyd feat. R. Kelly, K'Naan - World cry
- 2011 : Young Twist - Love for the Gamme

## Awards
- BET Awards
  - 2009: Best New Artist (Gagné)
  - 2009: Viewer's Choice: « Turnin Me On » w/ Lil Wayne (nommé)
  - 2009: Best Collaboration: « Turnin Me On » w/ Lil Wayne (nommé)
  - 2009, Best Female R&B Artist (nommé)
- Urban Music Awards
  - 2009: Best Album (nommé)
  - 2009: Best Female Act (nommé)
- MTV Video Music Awards
  - 2007: Monster Single of the Year « The Way I Are » (nommé)
- Teen Choice Awards
  - 2007: Choice Rap Track « The Way I Are » (gagné)

## Filmographie
- 2012 : Think Like a Man : Heather
- 2013 : Riddick : la prisonnière de Santana
- 2016 : Almost Christmas: Jasmine
- 2017 : 10 Rendez-Vous Pour Séduire (téléfilm) : Billie

## Sources
- Ninja (March 2008). Keri Hilson Interview (March 2008). Dubcnn. Accessed 4 avril 2008.
- Keri Hilson. King magazine (30 juillet 2007). Accessed 4 avril 2008.